# 김덕훈
김덕훈(金德訓, 1961년 ~ )은 조선민주주의인민공화국의 정치인이다. 내각 총리 겸 조선로동당 중앙위원회 위원이다.

## 경력
1961년에 태어났다. 2001년 1월 대안전기공장 지배인을 거쳐 2003년 1월부터 2008년 1월 해임될 때까지 대안중기계연합기업소 지배인을 역임했다. 2011년 12월 자강도 인민위원장에 임명되었고, 2014년 4월 내각 부총리직에 올랐다. 2016년 5월, 조선로동당 제7차 대회에서 조선로동당 중앙위원회 위원에 임명되었다. 2020년 8월, 내각 총리로 임명되었다.

## 최고인민회의 대의원
2003년 9월, 최고인민회의 제11기 대의원과 2019년 3월 이후 제14기 대의원이다.